# مراح السریج
مراح السریج (به عربی: مراح السراج) یک منطقهٔ مسکونی در لبنان است که در شهرستان منیه ضنیه واقع شده‌است. مراح السریج ۲٫۴۵ کیلومتر مربع مساحت دارد.